# Radiotelevisión de Bosnia y Herzegovina
Radiotelevisión de Bosnia y Herzegovina (en bosnio, Bosanskohercegovačka radiotelevizija), también conocida por sus siglas BHRT, es la empresa nacional de radiodifusión pública de Bosnia y Herzegovina.
La empresa actual se fundó en el 2000 y es heredera de Radiotelevizija Sarajevo, grupo creado en 1945 y que estuvo integrada en la radiotelevisión yugoslava hasta la independencia. De 1992 a 1998 funcionó como RTVBiH y fue la radiodifusión pública hasta que se traspasó su función a una nueva empresa, PBS BiH (siglas en inglés de Public Broadcasting Service). A comienzos de 2007 se adoptó la denominación actual.
El sistema de radiodifusión pública de Bosnia es diferente al resto de Europa porque existen tres empresas independientes entre sí. BHRT es de ámbito nacional y da servicio a todas las etnias del estado. Además, las dos entidades que conforman el país tienen sus propias compañías: RTV F BiH en la Federación de Bosnia y Herzegovina, y RTRS en la República Srpska.
BHRT es miembro de la Unión Europea de Radiodifusión desde el 1 de enero de 1993.

## Historia
Las primeras emisiones de radio en la actual Bosnia-Herzegovina tuvieron lugar el 10 de abril de 1945, mientras que la televisión (TVSA) inició sus transmisiones el 1 de junio de 1961. La corporación de radiodifusión se llamó Radiotelevizija Sarajevo (Radiotelevisión de Sarajevo) y formó parte de la radiotelevisión yugoslava. El grupo no contó con sede propia hasta el 1 de octubre de 1961, con la inauguración de unos estudios en Sarajevo.
Con el paso del tiempo, la radiotelevisión de Sarajevo aportó sus propios contenidos a la red yugoslava. En los años 1970 lanzó dos nuevas emisoras de radio y sus propios informativos televisivos (TV Dnevnik), mientras que en la década de 1980 se creó un segundo canal de televisión (TVSA 2). Su punto de inflexión fue la retransmisión y cobertura internacional de los Juegos Olímpicos de Invierno de 1984 celebrados en Sarajevo, para los que invirtió en nuevos medios de producción y equipamiento.
Antes de que se produjera la disolución de Yugoslavia, la radiotelevisión de Sarajevo contaba con tres emisoras de radio y tres canales de televisión.
Tras la independencia de Bosnia-Herzegovina, la empresa de radiotelevisión cambió su nombre por el de Radiotelevizija Bosne i Hercegovine (RTVBiH) en 1992. Un año después ingresó como miembro de pleno derecho en la Unión Europea de Radiodifusión. La guerra de Bosnia afectó seriamente al desarrollo de su labor por la constante destrucción de transmisores y medios técnicos, así como la muerte de algunos periodistas.
La RTVBiH fue la televisión pública bosnia hasta 1999, cuando se creó una nueva empresa de radiodifusión pública, PBS BiH (siglas en inglés de Public Broadcasting Service), a la que se traspasaron todos sus poderes en 2000. El estatuto de la radiotelevisión garantiza su independencia editorial y autonomía del poder político, protege el uso de las lenguas oficiales del país así como el tratamiento a las minorías étnicas, e impone la colaboración con las radiodifusoras propias de la Federación de Bosnia y Herzegovina (RTV F BiH) y de la República Srpska (RTRS). La emisora BH Radio 1 contó con cobertura nacional totalmente restablecida desde el 7 de mayo de 2001, mientras que el canal de televisión BHT 1 hizo lo propio a partir del 13 de agosto de 2004.
En 2016 la empresa estuvo a punto de cerrar por una deuda superior a los 15 millones de euros, pero el gobierno bosnio llegó a un acuerdo en 2017 para garantizarle fondos a través de un impuesto indirecto sobre el recibo de la luz.

## Servicios
Los canales de la radiotelevisión bosnioherzegovina deben emitir contenido en las tres lenguas del país: bosnio, croata y serbio. El grupo gestiona una emisora de radio, un canal de televisión, la discográfica MP BHRT, y un portal de internet. El servicio se rige por el estatuto de BHRT.
Los medios públicos de Bosnia-Herzegovina se financian con impuestos indirectos y la venta de publicidad.

### Radio
BH Radio 1 es la emisora nacional de BHRT, heredera de la antigua Radio Sarajevo. Comenzó sus emisiones regulares el 10 de abril de 1945. Su programación es generalista, con boletines informativos, y emite contenidos en los tres idiomas del país.

### Televisión
BHT 1 es el primer canal de televisión nacional de Bosnia-Herzegovina y heredera de la antigua Televizija Sarajevo, inició sus emisiones el 1 de junio de 1961. Su oferta es generalista.

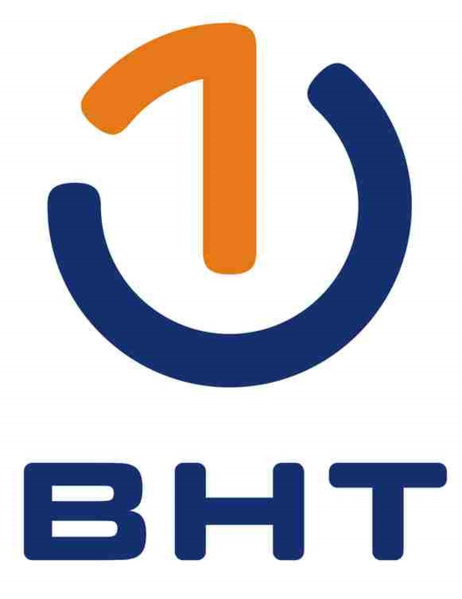

### Música
MP BHRT es la productora musical de la compañía, cuya intención es promover la cultura, la música tradicional y la música actual de Bosnia y Herzegovina. 